# 泰國—利比亞關係
泰国—利比亚关系是指泰国和利比亚之間历史上与现代的雙邊關係。两国於1977年3月16日建立正式外交关系。

## 历史
20世纪70年代，泰国开始实施“新外交政策”，致力于加强与非洲、拉丁美洲国家之双边关系。这为该国與利比亚建立邦交奠定了基础:334-335。1977年3月16日，泰国、利比亚两国驻马来西亚大使在吉隆坡代表双边中央政府签署了建交公报，宣布将互派大使，此后双边外交关系总体友好顺利进展。
泰南三府等地有不少信奉伊斯蘭教的穆斯林族群，他们文化风俗與信奉佛教的泰族迥异，利比亚领导人卡扎菲對他们的处境表示关心，曾主张捐资为他们建立穆斯林学校，但另一方面，这些穆斯林族群又主张脱离泰国，建立自己的独立国家，與中央政府冲突不断:40，他们的反抗也曾得到包括利比亚在内的阿拉伯国家的支持，卡扎菲甚至向这些分离主义者提供了避难地及资金赞助，对此不满的泰国也曾谴责利比亚的行为，但利比亚否认自己支援泰南分离主义者。
利比亚也曾是泰籍移工在中东的主要輸入地國之一，高峰时期，该国曾接纳7.5万余名泰籍移工，在洛克比空難发生後，美国曾宣称會炸毁利比亚的化学武器厂，迫使泰国考虑撤回移工，此举令利比亚政府大为不满，並警告将遣返所有泰籍移工。之后，联合国對利比亚实施经济制裁，泰国才下令在利移工返國。
2003年，联合国解除對利比亚的经济制裁，泰国與利比亚关系开始改善，泰国继续向利比亚派遣移工，双边高层互访也更加频繁。2011年，利比亞內戰爆发，受此影響，泰国暫時關閉了驻利比亚大使馆，至今仍未重启。而利比亚仍然在曼谷设有大使馆。

## 经济关系
据經濟複雜性研究中心统计，2023年，泰国共向利比亚出口2.61亿美元，主要出口产品有海鲜、蔗糖、汽车及其零部件、橡胶轮胎等，而利比亚则向泰国出口12.6亿美元，出口产品几乎是石油，泰国也是利比亚在亚洲第3大出口伙伴，仅次于中国大陆及阿联酋。
在能源领域，泰國國家石油股份曾在2004年至2007年期间参加了利比亚四次石油勘探和生产特许权竞标，但均未中标。